# کاستیل د بلا
کاستیل د بلا (به اسپانیایی: Castil de Vela) یک شهرستان در اسپانیا است که در استان پالنسیا واقع شده‌است.

## خصوصیات
کاستیل د بلا ۲۳ کیلومترمربع مساحت و ۹۱ نفر جمعیت دارد.